# Dani Harmer
Danielle "Dani" Jane Harmer, född 8 februari 1989 i Berkshire, England, är brittisk skådespelare. 
Harmer är mest känd för rollen som Tracy Beaker i Tracy Beaker kommer tillbaka baserade på Jacqueline Wilsons böcker. Hon var med som Tracy Beaker från 2002 (Tracy beakers dröm) till 2012 Tracy beaker returns. Serien handlar om en flicka med ganska hett temperament som flyttar in i ett barnhem efter att mamman inte tar hand om henne. Tracys dröm om att bli författare uppfylls i "Tracy beaker returns", där hon även bor med fostermamman Cam. 